# Tokugawa Nobuyasu

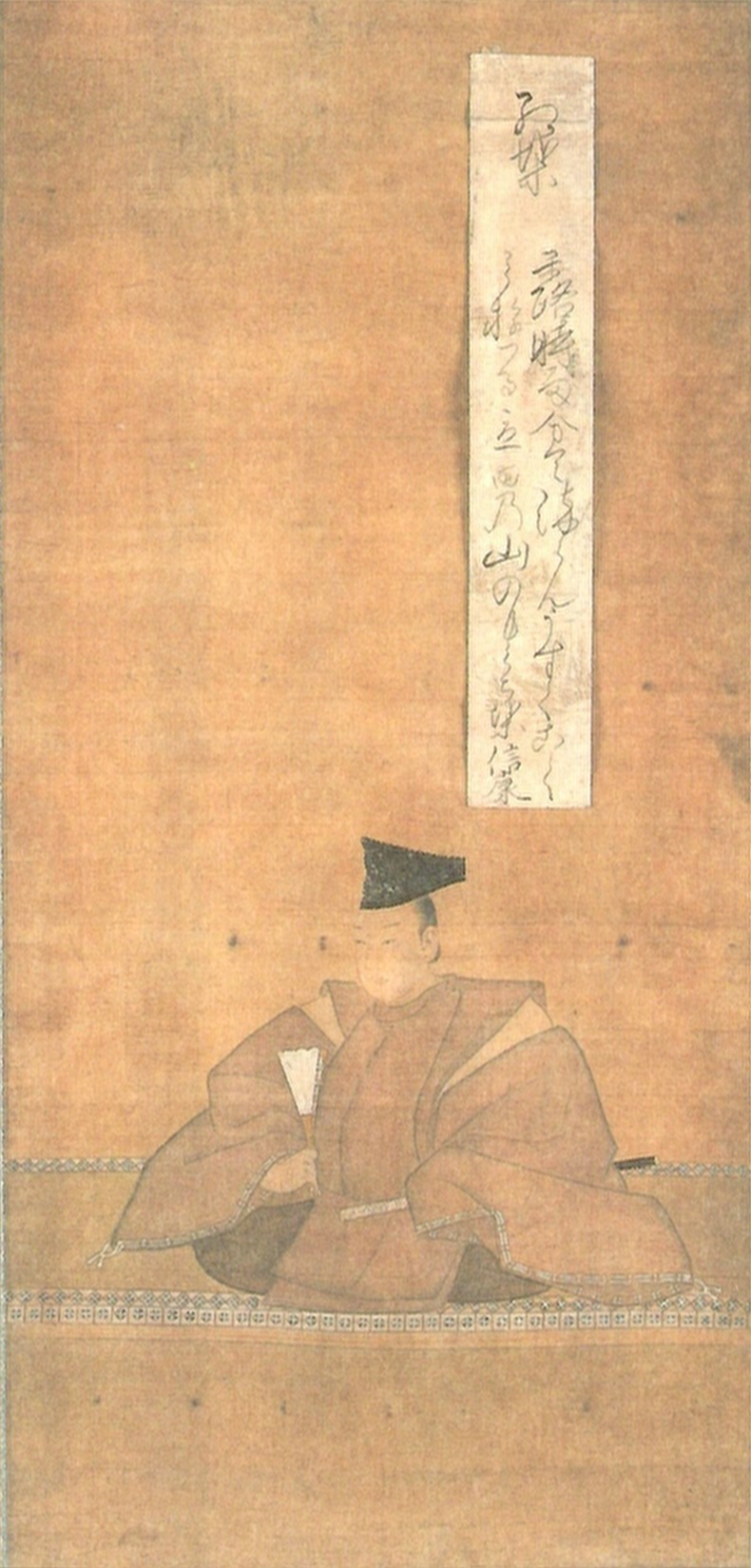
Matsudaira Nobuyasu.

Matsudaira Nobuyasu (松平信康?   13 abril de 1559—5 de octubre de 1579) hijo mayor de Tokugawa Ieyasu. Su tsūshō ("nombre común") era Jirōsaburō (次郎三郎?). Fue llamado también "Okazaki Saburō" (岡崎 三郎?), porque se había convertido en el señor del Castillo Okazaki (岡崎城?) en 1570. Porque él era un hijo de Tokugawa Ieyasu, que se refiere a menudo, con carácter retroactivo, como Tokugawa Nobuyasu (徳川 信康?).

## Biografía
Nobuyasu fue el primer hijo de Ieyasu. Su madre era la sobrina de Imagawa Yoshimoto, Tsukiyama. 
Como un niño Nobuyasu fue enviado a la capital Imagawa de Sumpu, situada en la provincia de Suruga (actual Prefectura de Shizuoka) como rehén. Más tarde fue nombrado encargado del Castillo Okazaki en la Provincia de Mikawa (actual Prefectura de Aichi), el lugar de nacimiento de su padre, y tomó parte en la batalla de Nagashino en 1575. Varios años más tarde, era sospechoso de traición por Oda Nobunaga y se le confinó a Ohama y luego a Futamata, antes de recibir la orden de suicidarse de su padre en 1579, que actuaba según los deseos de Oda Nobunaga, a pesar de que Nobunaga había casado a su hija Tokuhime (1559-1636) con Nobuyasu.
Nobuyasu no se cree que haya sido una figura popular en su tiempo, como su fallecimiento podría atestiguar (en particular, la supuestamente indiferencia personal de Sakai Tadatsugu hacia Nobuyasu le llevó a no refutar la sospecha). A pesar de ello, se dice que Tokugawa Ieyasu lamenta profundamente el papel que desempeñó en su muerte.